# Fotometeori
Fotometeori je zajednički pojam (termin) za široku skupinu svjetlosnih pojava u atmosferi (optika atmosfere), koje nastaju refleksijom (odbijanjem), lomom svjetlosti (refrakcija), interferencijom i ogibom (difrakcijom) zrakâ svjetlosti Sunca ili Mjeseca na kapljicama oblaka ili magle, odnosno kristalića leda oblaka. Obuhvaćaju pojave kao što su duga, halo, miraž, fatamorgana, korona (vijenac), glorija, svjetlosni lukovi, lažna sunca i drugo.

## Meteorološke pojave ili meteorološki elementi
Fizikalno stanje atmosfere u nekom trenutku nad nekim mjestom izražava se kvantitativno meteorološkim pojavama ili elementima i kvalitativno opisom pojedinih pojava, a njihova se sveukupnost nad nekom točkom, područjem ili uzduž nekog područja zove vrijeme. 
Meteorološke pojave ili elementi jesu: temperatura, vlažnost zraka, tlak i gustoća zraka, brzina i smjer vjetra, količina, vrsta, visina i debljina oblaka, vidljivost, insolacija, te zračenje Sunca i Zemlje. 
Atmosferske pojave ili meteore može se razvrstati u 4 osnovne grupe: hidrometeore, litometeore, fotometeore i elektrometeore. Njima su svojstveni jakost (intenzitet) i trajanje. 

### Hidrometeori
Hidrometeori su proizvodi vodene pare koji u krutom ili tekućem stanju padaju na Zemlju (kiša, rosulja, snijeg, tuča, sugradica), ili lebde u atmosferi (magla, sumaglica), ili lebde vjetrom uzdignuti sa Zemljine površine (mećava, vijavica, dim mora), ili se talože na tlu (rosa, mraz, inje, poledica, snježni pokrivač). 

### Litometeori
Litometeori su čestice suspendirane u atmosferi, kao na primjer suha mutnoća, pješćana magla, prašinska oluja, dim. 

### Fotometeori
Fotometeori su svjetlosne pojave u atmosferi (optika atmosfere), kao na primjer halo oko Sunca ili Mjeseca, vijenac (korona) oko Sunca ili Mjeseca, duga, irizacija, glorija. 

### Elektrometeori
Elektrometeori su pojave vezane uz atmosferski elektricitet, kao na primjer grmljavina, sijevanje (munja), električno pražnjenje (električni izboj), polarna svjetlost.

## Poveznice
- Optika atmosfere